# John Kunkel Small
John Kunkel Small (31 de gener de 1869 – 20 de gener de 1938) va ser un botànic estatunidenc.
Nasqué a Harrisburg Pennsylvania, Kunkel estudià botànica al Franklin & Marshall College i a la Columbia University. Va ser el primer Curator de Museus al New York Botanical Garden, des de 1898 fins 1906. Des de 1906 a 1934 va ser el Head Curator and des de 1934 fins a la seva mort el Chief Research Associate and Curator. La seva dissertació doctoral es va publicar com Flora of the Southeastern United States el 1903, i revisada el 1913 i 1933, roman la millor referència florística per a gran part del Sud. Assistit pel patronatge de Charles Deering, Small viatjà exhaustivament per Florida recollint plantes i registrant formacions geològiques.